# Acanthocephalus sameguiensis
Acanthocephalus sameguiensis är en hakmaskart. Acanthocephalus sameguiensis ingår i släktet Acanthocephalus och familjen Echinorhynchidae. Inga underarter finns listade i Catalogue of Life.